# César Haydar
César Rafael Haydar Villarreal (Suan, Colombia; 31 de marzo de 2001) es un futbolista colombiano de origen libanés. Juega de defensa en el Atlético Nacional de la Categoría Primera A de Colombia cedido por el Red Bull Bragantino.

## Trayectoria

### Barranquilla F. C.
Comenzó a jugar fútbol en el Asefusa de Sabanalarga. En el 2018 llega al fútbol base del Junior específicamente a su filial el Barranquilla Fútbol Club para disputar el torneo de la Serie B Colombiana donde tuvo la oportunidad de jugar en cuatro ocasiones.

### Junior
En marzo de 2019 es ascendido al plantel principal; su debut con el tiburón fue en el empate 1 - 1 ante Jaguares por la Primera A.

## Selección nacional

### Sub-18
El 24 de julio de 2019 es convocado a la Selección Colombia sub-18 por Héctor Cárdenas para participar la SBS Cup Internacional Youth Soccer que se disputaro en Japón.

### Sub-20
El 20 de noviembre de 2019 es llamado a la Selección de Colombia sub-20 para dos partidos amistosos que se disputaron ante Perú el  29 de noviembre y ante Brasil el  4 de diciembre, en Río de Janeiro.

## Estadísticas
Actualizado de acuerdo al último partido jugado el  27 de abril de 2024.
| Barranquilla F. C. · Colombia                                   | 2.ª           | 2018          | 12 | 0 | 0  | 0 | — | — | 12 | 0 |
| Barranquilla F. C. · Colombia                                   | 2.ª           | 2019          | 4  | 0 | 3  | 0 | — | — | 7  | 0 |
| Barranquilla F. C. · Colombia                                   | Total club    | Total club    | 16 | 0 | 3  | 0 | — | — | 19 | 0 |
| Junior · Colombia                                               | 1.ª           | 2019          | 7  | 0 | 1  | 0 | — | — | 8  | 0 |
| Junior · Colombia                                               | 1.ª           | 2020          | 1  | 0 | —  | — | — | — | 1  | 0 |
| Junior · Colombia                                               | 1.ª           | 2022          | 14 | 1 | 6  | 1 | — | — | 20 | 2 |
| Junior · Colombia                                               | 1.ª           | 2023          | 4  | 0 | —  | — | — | — | 4  | 0 |
| Junior · Colombia                                               | Total club    | Total club    | 26 | 1 | 7  | 1 | — | — | 33 | 2 |
| Red Bull Bragantino · Brasil                                    | 1.ª           | 2020          | 1  | 0 | —  | — | — | — | 1  | 0 |
| Red Bull Bragantino · Brasil                                    | 1.ª           | 2021          | 2  | 0 | —  | — | — | — | 2  | 0 |
| Red Bull Bragantino · Brasil                                    | Total club    | Total club    | 3  | 0 | —  | — | — | — | 3  | 0 |
| Deportes Tolima · Colombia                                      | 1.ª           | 2023          | 24 | 0 | 2  | 1 | — | — | 26 | 1 |
| Deportes Tolima · Colombia                                      | 1.ª           | 2024          | 6  | 0 | 0  | 0 | 0 | 0 | 6  | 0 |
| Deportes Tolima · Colombia                                      | Total club    | Total club    | 30 | 0 | 2  | 1 | 0 | 0 | 32 | 1 |
| Total carrera                                                   | Total carrera | Total carrera | 75 | 1 | 12 | 2 | 0 | 0 | 87 | 3 |
| (1) Incluye datos de la Copa Colombia. (2) Sin participaciones. |               |               |    |   |    |   |   |   |    |   |

## Palmarés

### Campeonatos nacionales
| Título          | Club   | País     | Año  |
| --------------- | ------ | -------- | ---- |
| Torneo Apertura | Junior | Colombia | 2019 |

### Títulos internacionales
| Título   | Equipo           | País  | Año  |
| -------- | ---------------- | ----- | ---- |
| Copa SBS | Selección Sub-18 | Japón | 2019 |